# Бріме-де-Сог
Бріме-де-Сог (ісп. Brime de Sog) — муніципалітет в Іспанії, у складі автономної спільноти Кастилія-і-Леон, у провінції Самора. Населення — 177 осіб (2010).
Муніципалітет розташований на відстані близько 270 км на північний захід від Мадрида, 65 км на північ від Самори.

## Демографія
Динаміка населення (INE ):